# 東西四大学合唱連盟
東西四大学合唱連盟（とうざいよんだいがくがっしょうれんめい）とは、東京と関西を所在地とした4つの大学の男声合唱団で構成される連盟。通称は「四連（よんれん）または「東西四連」。

## 加盟団体
- 関西学院グリークラブ
- 慶應義塾ワグネル・ソサィエティー男声合唱団
- 同志社グリークラブ
- 早稲田大学グリークラブ

## 概要
催される演奏会は「東西四大学合唱演奏会」という名称であり、1年ごとに東京と関西を持ち回りで行われる。第1回は1952年（昭和27年）9月の京都・大阪公演に始まり、2019年（令和元年）6月にはすみだトリフォニーホールにて第68回演奏会が開催されている。2020年（令和2年）はCOVID-19のため中止となった。第52回の模様はNHK-FMにて放送された。
長い演奏会の歴史の中で、関学の『ギルガメシュ叙事詩（青島広志作曲）』『アイヌのウポポ（清水脩作曲）』、慶應の『コダーイ合唱曲集』『水のいのち（髙田三郎作曲）』、同志社の『ドイツ民謡集（福永陽一郎編）』『月光とピエロ（清水脩作曲）』、早稲田の『繩文（荻久保和明作曲）』『レクイエム（三木稔作曲）』など、歴史的に語り継がれている名演奏が数多く生まれている。
さまざまな指揮者が舞台にあがっているが、オーケストラの世界でも幅広く第一線で活躍した（している）指揮者としては飯守泰次郎、石丸寛、井上道義、宇宿允人、小林研一郎、堀俊輔、松尾葉子、松岡究、三石精一、山田一雄、山田和樹、渡辺暁雄、黒岩英臣らを挙げることができる。多田武彦、新実徳英や荻久保和明はここで自作自演を行っている。また、木下保、福永陽一郎、畑中良輔、北村協一のように、毎年のごとく出演していた者もいる。その他にも、磯部俶、林雄一郎、渡邊學而、長井斉、浅井敬壹、石井歓、川村輝夫、濱田徳昭、日下部吉彦、小泉ひろし、手塚幸紀、エルヴィン・ボルン、田中一嘉、関屋晋、三林輝夫、富岡健、樋本英一、佐々木修、北川博夫、宇野功芳、本山秀毅、皆川達夫、栗山文昭、松原千振、広瀬康夫、鈴木成夫、佐藤正浩、須賀敬一、藤井宏樹、高嶋昌二、太田務、仁階堂孝、清水雅彦、山田敦、吉川貴洋、伊東恵司、中村雅夫、小久保大輔、高谷光信、田尻真高、辻博之、松井慶太、山脇卓也、清水敬一、雨森文也など（太字は四団の卒団生）の著名な音楽家がステージに上っている。
「東西四大学合唱演奏会」の重要性について、福永陽一郎は1981年（昭和56年）に開催された第30回記念演奏会のパンフレットに以下の文を寄稿している。
それぞれの団体のOB合唱団による「東西四大学OB合唱連盟」も存在し、クローバークラブ（同志社）、慶應義塾ワグネル・ソサィエティーOB合唱団（慶應）、新月会（関西学院）、稲門グリークラブ（早稲田）によって、東京と関西を持ち回りで演奏会が行われているが、こちらは隔年での開催となっている。2019年（令和元年）7月には第22回東西四大学OB合唱連盟演奏会がフェスティバルホールで開催された。